# Montepaone
Montepaone é uma comuna italiana da região da Calábria, província de Catanzaro, com cerca de 4.448 habitantes. Estende-se por uma área de 16 km², tendo uma densidade populacional de 278 hab/km². Faz fronteira com Centrache, Gasperina, Montauro, Palermiti, Petrizzi, Soverato.

## Demografia
| Variação demográfica do município entre 1861 e 2011                               |
|                                                                                   |
| Fonte: Istituto Nazionale di Statistica (ISTAT) - Elaboração gráfica da Wikipedia |